# Globalistyka
Globalistyka (z łac. globare, "tworzyć kulę, gromadzić się") – nauka zajmująca się badaniem procesów politycznych, gospodarczych i kulturalnych w skali globalnej. Globalistyka korzysta z dorobku badawczego i pojęć innych dziedzin wiedzy takich jak: ekonomia, stosunki międzynarodowe czy handel międzynarodowy. Jednak w przeciwieństwie do wyżej wymienionych nauk, globalistyka nie postrzega świata jako skupiska oddziałujących na siebie 194 państw i ich gospodarek, lecz traktuje świat jako społeczną strukturę globalną, umożliwiającą międzynarodową wymianę idei, kapitału ludzi, itd.

## Zakres zainteresowań globalistyki
Specjaliści różnie definiują przedmiot zainteresowania globalistyki:
- bada powiązania państw narodowych z korporacjami ponadnarodowymi w kontekście świata, który staje się ekonomiczną całością (J.Sigurdson, N. Thirft);
- procesy integracyjne na świecie (Antoni Kukliński);
- społeczeństwa i kraje przez pryzmat systemu światowego (A. Bergesen);
- procesy globalizacyjne i kwestie z nimi powiązane (Immanuel Wallerstein);
- postęp naukowo-techniczny;
- niwelowanie zacofania gospodarczego państw trzeciego świata.

Zakres problemów, przed którymi obecnie stoi ludzkość, powoduje, że w ich rozwiązywaniu uczestniczą rządy, organizacje międzynarodowe oraz ruchy społeczno-polityczne. Wiele zagadnień dotyczy grupy państw lub regionów i staje się przedmiotem prac organizacji międzynarodowych. Interesuje się nimi światowa opinia publiczna. W ten sposób w zależności od wagi i rozmiaru, problemy lokalne przekształcają się w międzynarodowe problemy polityczne, stają problemami globalnymi. Ewolucja  i złożoność problemów światowych powodują, iż często są one sumą wielu wzajemnie ze sobą powiązanych czynników, tak więc nie są to problemy wyłącznie polityczne, ekonomiczne czy społeczne.
Duże znaczenie w rozwoju globalistyki mają procesy integracyjne (pogłębiająca się współzależność istniejących państw), będące jednymi z najbardziej charakterystycznych zjawisk dzisiejszego świata. Proces integracyjny sprzyja także szybkiej transmisji najważniejszych przejawów życia międzynarodowego jego uczestników. Proces przekazu uległ ogromnemu przyśpieszeniu, dzięki rozwojowi komunikacji satelitarnej i zastosowaniu komputerów.
W szerszym ujęciu globalistykę należy traktować jako naukę zajmującą się badaniem systemu światowego. Jej głównym przedmiotem zainteresowań będzie rozwój światowej polityki i gospodarki. Przykładem takiego potraktowania problemu są prace różnych autorów na temat:
- studia nad nierównością w wymianie między centrum a peryferiami, gdzie centrum to Stany Zjednoczone, Rosja, Europa, Chiny i Japonia zaś peryferia to reszta świata;
- badania wpływów obcych inwestycji na wzrost gospodarczy i nierówność dochodów w krajach trzeciego świata;
- analizy struktur i procesów światowych;
- międzynarodowy system państw.

Tematyka jest dość zróżnicowana, jednak wszystkie prace nad systemem światowym, muszą uwzględniać 2 założenia:
- istnienie systemu światowego na zewnątrz społeczeństw narodowych (światowa gospodarka czy światowy system państw posiadają własną dynamikę i życie, które można opisać i modelować);
- system światowy wpływa na rozwój lub zacofanie społeczeństw narodowych, znajdujących się w strukturach globalnych. W rezultacie rozwój jakiegoś kraju zależy bardziej od zajmowanego miejsca przez dany kraj w światowy podziale pracy niż od jego potencjału narodowego.

Cechą charakterystyczną globalistyki jest jej interdyscyplinarność. Prace na temat globalistyki nigdy nie dotyczą jednej sfery problemu czy to politycznej czy ekonomicznej lub społecznej. Większość autorów za problemy globalne uznaje te, które powstają w wyniku obiektywnego rozwoju społecznego, powodują zagrożenia dla całego świata lub dużej jego części i wymagają zjednoczenia wysiłków w celu ich rozwiązania. Liczne publikacje z zakresu tej dziedziny wiedzy ukazały liczny zespół ściśle powiązanych ze sobą problemów. Problemy te ze względów merytorycznych jak i politycznych  traktowane są równorzędnie.

## Problemy globalne
Zainteresowanie problemami określanymi jako globalne pojawiło się już w XIX stuleciu. W procesie rozwoju 
globalistyki można wyróżnić 2 źródła jeśli chodzi o genezę problemów globalnych:
- Konieczność ratowania ludzkości. Utopiści, uważali, że na świecie brakuje właściwego ładu. Ich koncepcje choć oparte na wyobraźni, były chętnie akceptowane przez opinię publiczną. Do tego kierunku można zaliczyć: Thomasa Malthusa, Bertranda Russella, Johna von Neumanna oraz Arthura C.  Clarke'a. Należy także wspomnieć o pracach Klubu Rzymskiego, organizacji zajmującej się badaniem nad rozwojem ludzkości (raporty Klubu Rzymskiego).
- Potrzeba zarządzania globalnego i tworzenia jedności świata w celu rozwiązywania jego problemów. Twórcy tej koncepcji wiążą nadzieje z międzynarodowymi organizacjami, których celem jest rozwiązywanie bądź regulowanie piętrzących się problemów. Istotne są tu kwestie pogodzenia rozbieżności interesów ponadnarodowych organizacji gospodarczych i interesów państw w sensie politycznym. Należy także wspomnieć o dwóch typach globalizacji tzw. "od góry" - decyzje są podejmowane przez organizacje ponadnarodowe i przekazywane państwom (np. Unia Europejska) oraz globalizację "od dołu" będącej wynikiem wspierania przez różne inicjatywy międzynarodowe czy ruchy społeczne nie będące jednak organizacjami ponadpaństwowymi. Jako początki globalizacji odgórnej można potraktować powołanie do życia 3 organizacji, pełniące funkcję głównych regulatorów stosunków gospodarczych na świecie: Bank Światowy, Międzynarodowy Fundusz Walutowy oraz Układ Ogólny w sprawie Taryf Celnych i Handlu (od 1995 roku Światowa Organizacja Handlu). Do twórców zarządzania globalnego można zaliczyć: Johna M. Keynesa, Harry'ego Dextera White'a oraz ekonomistów i polityków pełniących funkcje kierownicze w organizacjach ponadpaństwowych.

Problemy określane mianem globalnych (światowych) charakteryzują się 3 podstawowymi cechami:
- ogólnoświatowa skala – problemy dotyczą całej ludzkości, mają charakter ponadpaństwowy i ponadregionalny, w mniejszym lub większym stopniu wpływają na rozwój wszystkich narodów;
- olbrzymia waga – problemy mają charakter zagrożeń krytycznych, powodują tak wiele reperkusji, że nieprzezwyciężone stawiają pod znakiem zapytania przyszłe losy i przetrwanie ludzkości;
- sposób rozwiązania – aby rozwiązać problemy jest potrzebna ścisła i szeroka współpraca wszystkich zainteresowanych stron, co z reguły wymaga angażowania i zjednoczenia wysiłków całej społeczności międzynarodowej.

Ze względu na różne definicje globalistyki, współcześnie wyróżnia się następujące grupy problemów globalnych:
- ogólnospołeczne – wojna i pokój, przezwyciężanie zacofania i zapewnienie wzrostu ekonomicznego;
- człowiek i społeczeństwo - postęp naukowo-techniczny, twórczość i kultura, eksplozja demograficzna, problemy zdrowotne;
- światowy system globalny;
- człowiek i przyroda – zasoby, aprowizacja, środowisko naturalne, polityka ekologiczna.

Na początku lat 90. XX wieku Klub Rzymski opublikował raport pod tytułem Pierwsza rewolucja globalna - jak przetrwać?. Raport składa się z 2 części w pierwszej autorzy skrótowo opisują najważniejsze przemiany społeczne jakie zaszły na świecie( złe samopoczucie oraz frustracje ludzkości) oraz powstałe w ich wyniku zagrożenia. Druga część raportu przedstawia działania jakie powinna przedsięwziąć  globalna społeczność, aby je rozwiązać. Zdaniem autorów konieczne jest porozumienie się państw i elit władzy.
Obecnie za najważniejsze problemy światowe są uznawane: problem głodu i nędzy, wyczerpujące się surowce, kwestia korporacji transnarodowych, problemy energetyczne oraz kwestia przebudowy systemu organizacji międzynarodowych.

## Globalizacja świata
Globalizacja jest procesem występującym z różnym natężeniem. Na przyśpieszeniu tego procesu zaważyły 2 ważne wydarzenia 
historyczne zakończenie II wojny światowej oraz upadek systemu komunistycznego. Świat nie jest teraz podzielony już żadnymi ideologiami. Obecnie rozwój tego procesu można rozpatrywać w kategoriach narodowych, regionalnych i globalnych. Zachodzące dziś transformacje o charakterze globalnym są bardzo dynamiczne jak i również chaotyczne. Są one fazą przemian: polityki, stosunków politycznych, teorii ekonomii, gospodarki, kultury filozofii i nauki. Stopień globalizacji można ocenić podstawie kilku czynników, ich dobór zależy od względów merytorycznych więc mogą to być mierniki wskazujące na aktywność państwa w tym procesie czyli: przynależność do organizacji międzynarodowych (IMF, IBRD, WTO), poziom rozwoju społecznego gwarantujący korzystanie z innowacji i zdobyczy globalizacji oraz uniformizacja wartości kulturowych. Na podstawie tych czynników można stwierdzić, że największe zainteresowanie globalizacją występuje w krajach Europy, USA, Kanadzie, Rosji i Australii. Najmniejsze zaś w regionie Afryki i Bliskiego Wschodu.